# Diocèse de Carthagène
Ne doit pas être confondu avec Archidiocèse de Carthagène des Indes.
Le diocèse de Carthagène (en latin : Dioecesis Carthaginensis in Hispania ; en espagnol : diócesis de Cartagena) est une Église particulière de l'Église catholique en Espagne. Il est suffragant de l'archidiocèse métropolitain de Grenade.

## Territoire
Le diocèse de Carthagène confine avec ceux d'Almería, de Guadix, Albacete et d'Orihuela-Alicante.
Le diocèse de Carthagène couvre la communauté autonome de la région de Murcie.
En 2024, il comprend les quarante-cinq communes (municipio, au singulier) de la région, à savoir : Abanilla, Abarán, Águilas, Albudeite, Alcantarilla, Los Alcázares, Aledo, Alguazas, Alhama de Murcia, Archena, Beniel, Blanca, Bullas, Calasparra, Campos del Río, Caravaca de la Cruz, Carthagène (Cartagena), Cehegín, Ceutí, Cieza, Fortuna, Fuente Álamo de Murcia, Jumilla, Librilla, Lorca, Lorquí, Mazarrón, Molina de Segura, Moratalla, Mula, Murcie (Murcia), Ojós, Pliego, Puerto Lumbreras, Ricote, San Javier, San Pedro del Pinatar, Santomera, Torre-Pacheco, Las Torres de Cotillas, Totana, Ulea, La Unión, Villanueva del Río Segura et Yecla.

## Subdivisions
En 2024, le diocèse de Carthagène est divisé en deux cent quatre-vingt-douze paroisses (en espagnol : paroquia, au singulier), réparties entre huit vicariats.

## Histoire
Le diocèse de Carthagène est fondé en Espagne au Ier siècle. En 1564, il perd du territoire pour la formation du diocèse d'Orihuela. En 1949, avec les diocèses d'Orihuela et de Cuenca, il cède du territoire pour la formation du diocèse d'Albacete. En 1954, le diocèse perd du territoire au profit du diocèse d'Orihuela. En 1957, le diocèse de Carthagène, ainsi que l'archidiocèse de Grenade et le diocèse de Guadix, perdent du territoire au profit du diocèse d'Almería.

## Cathédrales et basiliques mineures

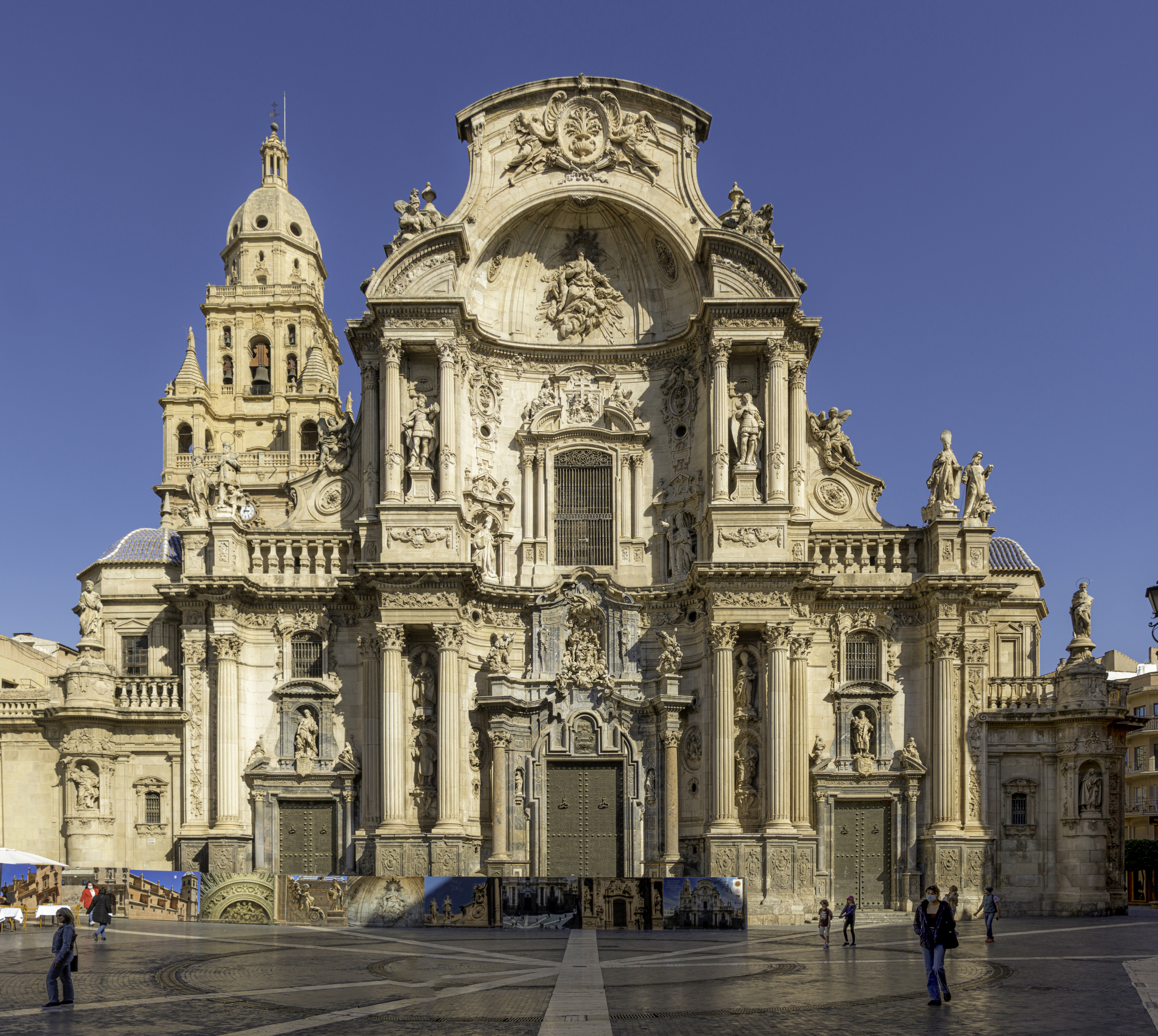
Facade ouest de la cathédrale de Murcie.

La cathédrale de Murcie, dédiée à sainte Marie, est la cathédrale du diocèse.
La cathédrale de Carthagène, dédiée à sainte Marie, a été détruite en 1939.
La basilique de la Purísima (es) de Yecla, dédiée à l'Immaculée Conception de sainte Marie, est une église paroissiale et, depuis le 22 novembre 1822, une basilique mineure.
La basilique du sanctuaire de la Vera Cruz (es) de Caravaca de la Cruz, dédié à la Très-Sainte et Vraie Croix, est, depuis le 3 décembre 2007, l'autre basilique mineure du diocèse.

## Évêques
Évêques antérieurs à la domination musulmane de l'Espagne :
- Héctor (516-?)
- Celsino (546-?)
- Liciniano (582-595)
- Vincencio (603-610)
- Saint Fulgencio (633-646)
- Giberio (654-664)
- Juan I (v. 675)
- Múmulo (v. 675)
- Procolo (677-688)

Évêques des XXe et XXIe siècles :
- Vicente Alonso Salgado (1903-1930), Sch. P.
- Miguel de los Santos Díaz Gómara (1935-1949)
- Ramón Sanahuja y Marcé (1950-1969)
- Miguel Roca Cabanellas  (1969-1978)
- Javier Azagra Labiano (1978-1998)
- Manuel Ureña Pastor (1998-2005)
- Juan Antonio Reig Plà (2005-2009)
- José Manuel Lorca Planes (es) (2009- )